# Гайке Руш
Гайке Руш (нім. Heike Rusch; нар. 2 липня 1976) — колишня німецька тенісистка.
Найвищу одиночну позицію світового рейтингу — 133 місце досягла 27 липня 1993, парну — 582 місце — 18 вересня 1995 року.
Здобула 1 одиночний титул туру ITF.

## Фінали ITF

### Одиночний розряд: 2 (1–1)
| турніри $25,000 |
| турніри $10,000 |

| Результат | Ранг | Дата            | Турнір                  | Покриття | Суперниця        | Рахунок       |
| --------- | ---- | --------------- | ----------------------- | -------- | ---------------- | ------------- |
| Поразка   | 1.   | 26 серпня 1991  | ITF Клагенфурт, Австрія | Ґрунт    | Барбара Мулей    | 6–2, 6–7, 3–6 |
| Перемога  | 2.   | 14 вересня 1992 | ITF Софія, Болгарія     | Ґрунт    | Сандра ван дер А | 6–3, 4–6, 6–3 |